# Гаусман, Фёдор Оскарович
Фёдор Оскарович Гаусман (нем. Theodor Georg Hausmann, Теодор Георг Хаусман) (20 октября (1 ноября) 1868, Гродненская область — 1944, Австрия) — терапевт, академик Национальной академии наук Беларуси (1933), доктор медицины (1912), профессор (1924). Заслуженный деятель науки БССР (1931).

## Биография
Родился в Гродненской губернии в семье балтийских немцев.
В 1894 году окончил Юрьевский (Тартуский) университет. После окончании университета, с 1895 года, проработал пять лет военным врачом.
В 1901—1902 годах работал в Берлине сверхштатным ассистентом у профессора К. Эвальда — одного из основоположников гастроэнтерологии. В 1903—1909 годах работал в Орле. Во время Русско-японской войны (1904—1905 годы) находился в русской армии.
В 1909—1911 годах Гаусман работал прозектором и заведующим химико-бактериологическим кабинетом в земской больнице в Тульской губернии.
Во время Первой мировой войны Гаусману пришлось покинуть Германию и вернуться в Россию, где его призвали на военную службу — и он работал терапевтом в военных госпиталях. После Февральской революции 1917 года Гаусман устроился приват-доцентом Московского университета. В 1918—1924 годы работал на кафедре частной патологии и терапии, и также консультантом в Государственном институте кожных и венерических болезней.
В 1924 году Гаусман возглавил организованную в Минском государственном медицинском институте (МГМИ) кафедру внутренних болезней № 1 (в то время кафедра 2-й терапевтической клиники Белорусского государственного университета). С 1924 года до 1941 года был профессором и заведующим клиникой госпитальной терапии медицинского факультета Белгосуниверситета (с 1930 года — Минского медицинского института).
С 1931 года — Заслуженный деятель науки БССР. С 1933 года — Академик Белорусской Академии наук.
В 1934 году был номинирован на Нобелевскую премию по физиологии или медицине.
С 1936 года до 1941 года — заведующий Медицинским кабинетом Академии наук БССР.
Умер в 1944 году в Инсбруке в Австрии.

### Во время нацистской оккупации (1941—1944 годы)
Во время оккупации территории Белоруссии войсками нацистской Германии Гаусман сразу начал активно сотрудничать с гитлеровцами. Академия наук и медицинский факультет, где он работал, закрылись из-за войны, но ему предоставили должность и оклад консультанта городской больницы. Будучи фольксдойче, Гаусман надеялся перебраться в Германию, но в этом оккупационные власти ему отказали.
Когда у Гаусмана появились проблемы со здоровьем, он в 1942 году поехал в Берлин и сделал там операцию на мочевом пузыре.
Вернувшись после излечения в Минск, Гаусман продолжил научную деятельность. Например, в 1943 году в немецком медицинском журнале была опубликована его статья про туберкулёз, а в разделе об авторе сообщалось, что «Гаусман — бывший директор Первой минской больницы, а в настоящее время работает в военном госпитале 2/609».
Гаусман полностью разделял нацистскую программу уничтожения евреев, и добровольно педантично сообщал нацистам о выявленных им евреях. Сразу после оккупации он выдал нацистам всех известных ему врачей-евреев. Уже 5 июля 1941 года по списку, составленному Гаусманом, были уволены из городских больниц десятки врачей-евреев и медсестёр, среди которых: профессор Ситерман Л. Я., Макс Александрович Дворжец, известный минский невропатолог Ефим Маркович Берковский, заведующие отделениями Моисей Семенович Берман, Любовь Марковна Лопотко и другие. Гаусман лично преследовал известного минского невропатолога Сергея Михайловича Афонского, неоднократно напоминая немцам о том, что жена этого врача — еврейка. Афонский не желал отказываться от своей жены и даже согласился с требованием нацистов на бессмысленную и издевательскую стерилизацию своей пожилой и бездетной супруги, чтобы спасти ей жизнь. Но затем от Афонского всё равно потребовали собственноручно убить свою жену, и тогда супруги сумели бежать в Гродно, надеясь там затеряться. Но Гаусман организовал через своих гродненских коллег-медиков слежку и поимку семьи Афонских, которых в декабре 1941 года расстреляли.
Перед освобождением Белоруссии советскими войсками в 1944 году Гаусман с женой бежал вместе с отступающими немцами. В этом же году в Инсбруке он умер во время операции на желчном пузыре в результате перитонита. Однако имеются ещё несколько неподтверждённых версий года, места и причины смерти Гаусмана, согласно которым он умер в 1943 году, и не в Инсбруке, а в Чехии. Также есть неподтверждённые свидетельства, что он умер не от болезни, а был казнен советскими партизанами за активное сотрудничество с нацистами.
После войны коллаборационистская деятельность Гаусмана в оккупированном Минске была признана преступлением, и в ноябре 1947 года его посмертно лишили звания академика, его книги были изъяты из фондов библиотек, а его имя больше не значилось в энциклопедиях до 1981 года. Однако впоследствии по не обнародованным до настоящего времени (2025 год) соображениям он был реабилитирован и посмертно восстановлен в академических и научных званиях.

## Научная деятельность
Опубликовал более 210 научных работ, в том числе 5 монографий.
Предложил ряд лабораторных методов исследования: реакцию на уробилин (проба Гаусмана), метод диагностики скрытых заболеваний почечных лоханок, метод прослушивания глотательных шумов, методику исследования желчи. В 1903—1909 годах разработал метод топографической глубокой пальпации отделов желудочно-кишечного тракта. Изучал роль желудка в регуляции физиологических и патологических процессов в печени.
Работал над созданием «учения о сифилисе». Исследовал поражения некоторых внутренних органов при склероме. Работал над проблемой внелегочного туберкулеза, возможности профилактического лечения туберкулином.

## Основные труды
- Theodor Hausmann. Die methodische Intestinalpalpation mittels der topographischen Gleit- und Tiefenpalpation, und ihre Ergebnisse mit Einschluss der Ileocoecalgegend, und mit Berücksichtigung der Lageanomalien des Darmes, 1910
- Основы методического прощупывания желудочно-кишечного тракта с помощью топографической скользящей глубокой пальпации. М.: А. А. Карцевъ, 1912.
- Этиология и лечение цинги. М., 1917.
- Проблема внелегочного туберкулеза, патогенез и профилактическое лечение его с помощью туберкулина. Мн.: Гизбел, 1939.